# Ancelle di San Giuseppe
Le Ancelle di San Giuseppe, dette di Varese, sono un istituto religioso femminile di diritto pontificio.

## Storia
La congregazione fu fondata a Varese dal sacerdote Carlo Sonzini: colpito dalla situazione di abbandono in cui versavano le giovani che si trasverivano in città dalle montagne bergamasche e della Valtellina per lavorare come domestiche, iniziò a riunirle regolarmente nel palazzo vescovile di Varese. Per l'assistenza a queste ragazze, nel 1934 diede inizio alla congregazione delle Ancelle di San Giuseppe: le prime suore furono scelte tra le stesse domestiche.
La prima sede dell'istituto fu la Casa di San Giuseppe di via Griffi, dove le giovani appena arrivate in città potevano rivolgersi per cercare lavoro e le lavoratrici sole, indifese e senza mezzi potevan trovare rifugio.
L'istituto ottenne l'approvazione diocesana dal cardinale Schuster nel 1951 e ricevette il pontificio decreto di lode nel 1972.

## Attività e diffusione
Le suore si dedicano all'aiuto alle lavoratrici e alle ragazze in difficoltà.
La congregazione è attiva solo in Italia (Lombardia e Piemonte); la sede generalizia è a Varese.
Alla fine del 2015 l'istituto contava 28 religiose in 6 case.